# Heilo
Heilo ist ein männlicher Vorname.

## Herkunft und Bedeutung
Beim alten deutschen Namen Heilo handelt es sich wahrscheinlich um eine Kurzform verschiedener zusammengesetzter Namen, die mit dem Element althochdeutschen Element heil „gesund“, „unversehrt“, „ganz“ gebildet werden.

## Varianten
- männlich: Haile
  - Diminutiv: Heilko, Helke, Heilke
- weiblich: Haile, Heile, Heila
  - Diminutiv: Heilke, Hailka, Helke

siehe auch: Heilwig, Heilmut, Heilfrid, Eloise